# Paralelo 44 N
O Paralelo 44 N é o paralelo no 44° grau a norte do plano equatorial terrestre.
Começando pelo Meridiano de Greenwich e tomando a direção leste, o paralelo 44° Norte passa por:
| País, território ou mar | Notas |
| ----------------------- | --- |
| França                  | |
| Itália                  | |
| Mar Mediterrâneo        | Golfo de Génova, no Mar Lígure |
| Itália                  | Passa a norte de San Marino |
| Mar Adriático           | |
| Croácia                 | Ilhas Dugi Otok, Iž, Pašman, e Croácia continental |
| Bósnia e Herzegovina    | |
| Sérvia                  | Cerca de 3 km |
| Bósnia e Herzegovina    | |
| Sérvia                  | |
| Bulgária                | |
| Roménia                 | |
| Bulgária                | |
| Roménia                 | Cerca de 15 km |
| Bulgária                | Cerca de 4 km |
| Roménia                 | |
| Mar Negro               | |
| Rússia                  | |
| Mar Cáspio              | |
| Cazaquistão             | |
| Uzbequistão             | |
| Cazaquistão             | |
| China                   | Xinjiang |
| Mongólia                | |
| China                   | Mongólia Interior Jilin — passa a norte de Changchun Heilongjiang Jilin - cerca de 2 km Heilongjiang - menos de 1 km Jilin - cerca de 10 km Heilongjiang Jilin - cerca de 5 km Heilongjiang |
| Rússia                  | |
| Mar do Japão            | |
| Japão                   | Ilha Hokkaidō |
| Mar de Okhotsk          | |
| Japão                   | Ilha Hokkaidō |
| Estreito de Nemuro      | |
| Ilhas Curilhas          | Kunashir, administrada pela Rússia e reclamada pelo Japão |
| Oceano Pacífico         | Passa a norte da ilha Shikotan, administrada pela Rússia e reclamada pelo Japão |
| Estados Unidos          | Oregon Idaho Wyoming Dakota do Sul Minnesota Wisconsin |
| Lago Michigan           | |
| Estados Unidos          | Michigan |
| Lago Huron              | |
| Canadá                  | Ontário |
| Lago Ontário            | |
| Estados Unidos          | Nova Iorque Vermont New Hampshire Maine |
| Oceano Atlântico        | Golfo do Maine |
| Canadá                  | Nova Escócia |
| Oceano Atlântico        | |
| Canadá                  | Ilha Sable, na Nova Escócia |
| Oceano Atlântico        | |
| França                  | |